# Ascenzja
Ascenzja (ascencja, przesączanie pionowe) – ruch wody podziemnej w skałach wynoszący ją ku górze pod wpływem różnicy ciśnień hydrostatycznych lub ciśnienia petrostatycznego.